# Rhingia semicaerulea
Rhingia semicaerulea är en tvåvingeart som beskrevs av Austen 1893. Rhingia semicaerulea ingår i släktet näbblomflugor, och familjen blomflugor. Inga underarter finns listade i Catalogue of Life.